# Morvaszentjános megállóhely
Morvaszentjános megállóhely Morvaszentjánoson, a Szenicei járásban van, melyet a Železničná spoločnosť Slovensko a.s. üzemeltet.

## Vasútvonalak
Az állomást az alábbi vasútvonalak érintik:
- Pozsony–Břeclav-vasútvonal

## Kapcsolódó állomások
A vasútállomáshoz az alábbi állomások vannak a legközelebb:
- Pozsonyzávod megállóhely
- Székelyfalva vasútállomás

## Forgalma
| Járat        | Útvonal | Gyakoriság |             |
| ------------ | ------- | --- | ----------- |
| személyvonat | Os      | Pozsony főpályaudvar – Vöröshíd – Lamacs – Dévényújfalu – Dévénytó – Zohor – Detrekőcsütörtök – Malacka – Nagylévárd – Pozsonyzávod – Morvaszentjános – Székelyfalva – Jókút | Napi 10 pár |